# Драгошевац (тврђава)
Драгошевац или Јеринин град је тврђава, која се налази 12 km јужно од Јагодине односно 4 km узводно уз реку Грацу од истоименог села. Град има издужену основу на којој се могу назрети остаци две или три куле. Назив је добио по Проклетој Јерини (око 1400.-1457), жени деспота Ђурђа Смедеревца (1427.-1456) којој су у народу приписиване многе старе тврђаве.